# LMP Motorsport
LMP Motorsport, est une écurie française de sport automobile dont les ateliers sont basés à Randan dans le département du Puy-de-Dôme et fondée en 2010 par deux amis d'enfance Guillaume Lecluse et Yves Migeon. L'équipe participe au Championnat de France FFSA GT et débute en 2012 en Championnat du monde FIA GT1 sous la bannière russe et le nom de Valmon Racing Team Russia.
La structure s'appuie sur l'expérience du Team Lompech Sport connu pour ses victoires et participations en Rencontres Peugeot Sport, Renault Clio Cup ou Eurocup Mégane Trophy.

## Historique
La saison 2010 a vu l'engagement en Championnat de France FFSA GT de deux Aston Martin DBRS9 avec les pilotes Anthony Beltoise et Nicolas Tardif pour la première et Grégory Guilvert et Grégoire Demoustier pour la seconde. Aucun podium n'a été obtenu lors de cette première année. En 2011, le Championnat d'Europe FIA GT3 est ajouté au programme avec trois podiums remportés à Silverstone (2) et au Paul-Ricard par Maxime Martin et Gaël Lesoudier.
En 2012, l'écurie devient le représentant de la marque Aston Martin dans le Championnat du monde FIA GT1 2012 à la suite du retrait de Young Driver AMR qui était prévue à l'origine,.
La société est déclarée en liquidation judiciaire en mars 2014